# Рівень А
Рівень А (англ. Advanced Level; укр. Розширений рівень) — це предметний іспит, що пропонується освітніми органами Великої Британії, який учні складають по закінченню навчання. Так звана середня або доуніверситетська освіта. Вони були введені в Англії та Уельсі в 1951 році на заміну атестату вищої школи.
У країнах Співдружності розроблені такі ж іспити з подібним форматом до британських. Зокрема, у Сінгапурі іспити рівня А вважають набагато складнішими, ніж у Сполученому Королівстві, тому більшість університетів пропонують нижчу вступну кваліфікацію щодо оцінок, отриманих у сертифікаті рівня А Сінгапуру.
Рівні A зазвичай проводять протягом двох років. Зазвичай студенти проходять три або чотири іспити рівня A на першому курсі шостого класу, а більшість із чотирьох скорочується до трьох на другому курсі. Це пояснюється тим, що університетські пропозиції зазвичай базуються на трьох оцінках рівня A, а отримання четвертого може вплинути на оцінки. Однак студенти зазвичай вибирають свої курси на основі ступеня, який вони хочуть отримати в університеті: більшість ступенів вимагають певних рівнів A для вступу.

## Поточне використання
Декілька країн використовують рівні A як кваліфікацію про закінченню школи. Рівень A, який отримали студенти в інших країнах, можуть відрізнятися від рівнів A, отриманих у Великій Британії.

### Бангладеш
У Бангладеш Рівень А пропонують міжнародною освітою Cambridge Assessment International Education (CIE) після завершення GCE O-Level або IGCSE (CIE), і проводиться Британською Радою . Кваліфікації GCE Advanced Level пропонують деякі приватні, державні та міжнародні школи як альтернативу HSC (сертифікату вищої середньої школи), що пропонується Урядовою радою з освіти. Іспит став популярним вибором серед студентів, але через фінансові наслідки його охоплення обмежено середніми та вищими класами у великих містах, таких як Дакка та Читтагонг .

### Бруней
У Брунеї пропонується кваліфікація рівня A, з іспитами, які проводяться Кембриджськими міжнародними іспитами (CIE). Деякі предмети є унікальними для Брунею або мають унікальний для Брунею формат, навчальний план чи навчальний план.

### Камерун
А рівень Камеруну базується на Кембриджських міжнародних екзаменах і аналогічним чином, проведених урядом Камеруну у співпраці з Кембриджським університетом. Усі пройдені курси пов'язані з тим, що кандидат бажає зробити в університеті, і ці курси відповідають відомим міжнародним стандартам для вступу до університету; оскільки це основні відповідні курси. Ви можете вибрати від 3 до 5 курсів під час навчання на поглибленому рівні, перед складанням іспиту поглибленого рівня.

### Гонконг
Британські кваліфікації А рівень, такі як GCE А рівень і International А рівень, широко прийняті в Гонконзі як альтернатива гонконгському диплому про середню освіту як для вступу, так і для працевлаштування. Наприклад, середні пропозиції Гонконзького університету науки і техніки, які не належать до JUPAS, вимагають від одного до трьох A*s (середня 50 % діапазону). З моменту запровадження високого рівня відзнаки (A*) у 2010 році британський іспит А рівень відновив свою силу диференціювати найвищі рівні здібностей. За даними британського департаменту освіти, у 2014/15 навчальному році приблизно 7,3 %, 2,7 %, 1,0 % і 0,3 % усіх кандидатів з когорти GCSE (548 480) отримали від одного до чотирьох A*s або краще результатом іспиту GCE А рівень. Цей процентильний ранг є одним із важливих даних для прирівнювання рівнів в обох іспитах. Виключно на основі процентильних рангів і статистики оцінок HKEAA у 2017 році, оцінка 29/35 з п'яти найкращих предметів у Гонконгський диплом про середню освіту можна порівняти з 1A*2A у трьох найкращих британських рівнях A, 32/35 до 2A*1A, 33/35 до 3A* і 34/35 до 4A*. Роблячи висновки з цієї статистики, важливо зазначити, що трохи більше третини кандидатів на GCSE можуть продовжити навчання в шостому класі, перш ніж подавати документи до університетів через Службу прийому в університети та коледжі (UCAS), тоді як майже весь Гонконг студенти можуть вивчити форму 6 до складання іспиту HKDSE.

### Індія
В Індії кваліфікація з Кембриджськими міжнародними іспитами пропонується в приватних та міжнародних школах як альтернатива традиційному атестату про вищу середню .

### Пакистан
А рівні пропонуються в Пакистані неурядовими приватними установами, а також міжнародним бакалавром та іншими міжнародними іспитами, як-от Advanced Placement . Іспити проводять міжнародні британські ради, і програма еквівалентна сертифікату вищої середньої школи .

### Сейшельські острови
На Сейшельських островах пропонується кваліфікація рівня A, а іспити проводяться Кембриджськими міжнародними іспитами.

### Сінгапур
У Сінгапурі кваліфікація рівня H1/H2/H3 присуджується після успішного завершення іспитів, які спільно проводять Міністерство освіти Сінгапуру (MOE), Сінгапурська рада з екзаменів та оцінювання (SEAB) та синдикат місцевих екзаменів Кембриджського університету (UCLES). Сінгапурські рівні A є значно складнішими, ніж британські рівні A, як частина більш широкої потужної освітньої політики країни .

### Шрі Ланка
У Шрі-Ланці державні та неурядові школи пропонують кваліфікацію Рівень А. Кваліфікації присуджуються після успішного завершення іспитів, які називаються місцевими рівнями A, в той час як більшість приватних шкіл присуджують їх на лондонських рівнях A.

### Велика Британія

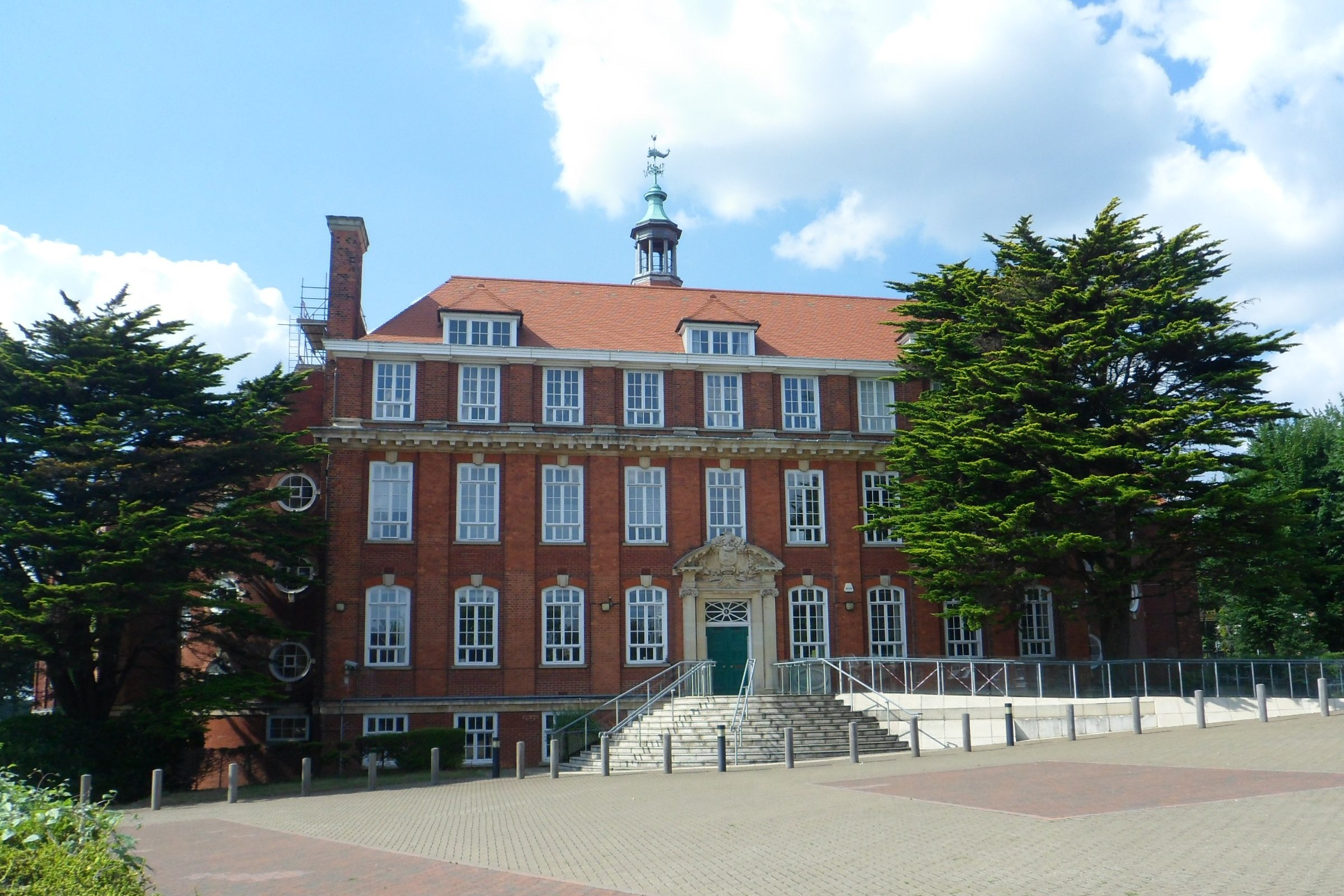
Brighton, Hove & Sussex Sixth Form College — це коледж шостого класу в Східному Сассексі для студентів від 16 до 19 років, який пропонує широкий спектр рівнів A з англійської літератури, англійської мови, математики, біології, хімії, фізики, історії, географія, політика, право, класична цивілізація, релігієзнавство, бізнес, танці, драматургія, економіка, філософія, інформатика та інші предмети.

Рівнь А — це кваліфікація, яка закінчується в коледжі або шостому класі, що пропонується в Англії, Уельсі та Північній Ірландії . У Шотландії вибрані школи також пропонують Рівень А як альтернативну для закінчення школи замість Scottish Advanced Higher. П'ять основних екзаменаційних комісій, які адмініструють британські Рівень А у Великій Британії:
- Альянс оцінювання та кваліфікації (АОК)
- Оксфордський, Кембриджський і RSA іспити (ОКР)
- Edexcel (Edexcel Pearson — Лондонські іспити)
- Об'єднаний освітній комітет Уельсу (ООКУ)
- Рада з навчальної програми, іспитів та оцінювання (РНПІО)

Британський варіант рівня A/AS також приймається в багатьох країнах Співдружності та колишньої Співдружності, а також в екзаменаційних центрах тестування по всього світу. Британські міжнародні школи в зарубіжних країнах зазвичай пропонують британські рівні A, які пропонуються через Edexcel або Cambridge International Examinations.

#### Предмети рівня А
| Англійська література                            |
| Англійська мова                                  |
| Англійська мова та література                    |
| Арабська                                         |
| Археологія                                       |
| Архітектура                                      |
| Бенгальська                                      |
| Біблійний іврит                                  |
| Бізнес                                           |
| Бізнес-дослідження                               |
| Біологія                                         |
| Біологія людини                                  |
| Релігієзнавство                                  |
| Бухгалтерський облік                             |
| Валлійська                                       |
| Виконавські види мистецтва                       |
| Географія                                        |
| Геологія                                         |
| Гінді                                            |
| Глобальний розвиток                              |
| Глобальні перспективи та дослідження             |
| Грецька                                          |
| Гуджараті                                        |
| Гуманітарні науки                                |
| Далі математика                                  |
| Дизайн і текстиль                                |
| Дизайн продукту                                  |
| Домоведення                                      |
| Дослідження продуктивності                       |
| Драма                                            |
| Драма і Театр                                    |
| Екологічні технології                            |
| Екологія                                         |
| Економіка та бізнес                              |
| Електроніка                                      |
| Журналістика в медіа та комунікаційній індустрії |
| Здоров'я та соціальна допомога                   |
| Індуїзм                                          |
| Інженерія                                        |
| Інформаційні технології                          |
| Ірландський                                      |
| Ісламознавство                                   |
| Іспанська                                        |
| Історія                                          |
| Історія мистецтва                                |
| Італійська                                       |
| Кількісні методи                                 |
| Кінодослідження                                  |
| Класична грецька мова                            |
| Класична цивілізація                             |
| Класичні студії                                  |
| Комп'ютерна наука                                |
| Кримінологія                                     |
| Латинська                                        |
| Математика                                       |
| Медіа-дослідження                                |
| Мистецтво рухомих зображень                      |
| Мистецтво та дизайн                              |
| Міжнародні зв'язки                               |
| Мода та текстиль                                 |
| Морська наука                                    |
| Музика                                           |
| Музичні технології                               |
| Навички мислення                                 |
| Наука в суспільстві                              |
| Наука про життя і здоров'я                       |
| Німецька                                         |
| Пенджабі                                         |
| Перська                                          |
| Подорожі та туризм                               |
| Політика                                         |
| Польська                                         |
| Португальська                                    |
| Прикладна наука                                  |
| Професійні бізнес-послуги                        |
| Психологія                                       |
| Релігієзнавство                                  |
| Розробка програмних систем                       |
| Системи та технології керування                  |
| Соціологія                                       |
| Спілкування та Культура                          |
| Спортивна наука                                  |
| Стародавня історія                               |
| Статистика                                       |
| Тамільська                                       |
| Телугу                                           |
| Технологія та дизайн                             |
| Турецька                                         |
| Урду                                             |
| Уряд і політика                                  |
| Фізика                                           |
| Фізична наука                                    |
| Фізичне виховання                                |
| Філософія                                        |
| Французька                                       |
| Харчові технології                               |
| Харчування та харчові науки                      |
| Хімія                                            |
| Цифрові медіа та дизайн                          |
| Цифрові технології                               |
| Чиста математика                                 |
| Японська                                         |